# Fusulininae
Fusulininae es una subfamilia de foraminíferos bentónicos de la familia Fusulinidae, de la superfamilia Fusulinoidea, del suborden Fusulinina y del orden Fusulinida. Su rango cronoestratigráfico abarca desde el Moscoviense (Carbonífero inferior) hasta el Sakmariense (Pérmico inferior).

## Discusión
Clasificaciones más recientes incluyen Fusulininae en la subclase Fusulinana de la clase Fusulinata.

## Clasificación
Fusulininae incluye a los siguientes géneros:
- Akiyoshiella †
- Bartramella †
- Beedeina †, también considerado en la subfamilia Beedeininae
- Dutkevichella †
- Fusulina †
- Hanostaffella †
- Hemifusulina †
- Hemifusulinella †
- Hidaella †
- Pseudotriticites †
- Putrella †
- Quasifusulina †, también considerado en la subfamilia Quasifusulininae
- Quasifusulinoides †, también considerado en la subfamilia Quasifusulininae
- Xenostaffella †

Otros géneros considerados en Fusulininae son:
- Epifusulina †, aceptado como Quasifusulina
- Schellwienia †, considerado subgénero de Fusulina, es decir, Fusulina (Schellwienia), y aceptado como Fusulina